# Gli uomini non pensano che a quello
Gli uomini non pensano che a quello (Les hommes ne pensent qu'à ça) è un film del 1954 diretto da Yves Robert.